# Староконстантиновка
Староконстантиновка (укр. Старокостянтинівка) — село, относится к Раздельнянскому району Одесской области Украины.
Население по переписи 2001 года составляло 101 человек. Почтовый индекс — 67422. Телефонный код — 4853. Занимает площадь 0,578 км². Код КОАТУУ — 5123980404.

## Местный совет
67440, Одесская обл., Раздельнянский р-н, с. Бецилово